# LGBT práva v Senegalu

Duhová mapa Senegalu

Lesby, gayové, bisexuálové a transgender osoby (LGBT+) se mohu setkávat v Senegalu s právními komplikacemi, které jsou pro běžné heterosexuální páry neznámé. Stejnopohlavní aktivita mezi jedinci stejného pohlaví jsou oficiálně trestné, a to pod hrozbou trestu odnětí svobody a vysoké pokuty.

## Právní rámec a stejnopohlavní soužití
Dle trestního zákoníku, odst. 318, jsou trestné všechny stejnopohlavní aktivity pod hrozbou trestu odnětí svobody 1 až 5 let a zaplacení vysoké pokuty 100 tisíc až 1,5 mil. franků.
Senegal neuznává stejnopohlavní manželství ani jiné typy stejnopohlavní soužití uzavřených i v zahraničí. Samotný prezident Macky Sall osobně prohlásil, že dokud bude u moci, tak nikdy neuzná dekriminalizaci homosexuality.

## Životní podmínky
Senegalská společnost je velmi konzervativní (patrný vliv koloniální éry) a vůči homosexualitě či jiným genderovým identitám se staví velmi konzervativně. 
V roce 2008 zveřejnil dakarský časopis Icone fotky z údajné svatby dvou homosexuálních mužů v soukromém domě. Autor přiznal, že pár týdnů po zveřejnění mu přišly výhrůžky se smrtí. Policie zatkla 5 mužů na fotce, ale později je všechny propustila bez důkazů. Nevyplynulo tedy, zda byly zatčeni kvůli senegalské legislativě nebo kvůli výhrůžkám smrti.
V prosinci 2008 bylo na anonymní udání zatčeno 9 mužů v soukromém bytě, kdy byli obviněni z homosexuálních aktivit. Po údajném mučení na policejní stanici se přiznali, že jsou gayové a byli všichni odsouzeni ke 3 letům trestu odnětí svobody za údajné “neslušné chování, nepřirozené aktivity a za členství ve zločineckém gangu“. Muži se u Odvolacího soudu dočkali osvobození v dubnu 2009. Z výpovědí vyplynulo, že museli být muži selektivně hlídáni od ostatních mužů kvůli fyzickým útokům.
V roce 2012 byl surově zbit jeden z mužů jedním z rodičů, kteří měli údajně mít stejnopohlavní styk.
V září 2019 byly zadrženi v Dakaru 4 lidé, dva muži a dvě ženy) pro údajné šíření pornografických videí po okolí. Nakonec vyšlo najevo, že policie zasáhla jen proto, aby se nezdál kandidát na prezidenta jako “prohomosexuální“ během prezidentských voleb.

##### Veřejné mínění
Podle průzkumu Pew Research Center z r. 2013 považuje 95 % respondentů homosexualitu za společensky neakceptovatelnou.

## Souhrnný přehled
| Legální stejnopohlavní styk                                          | (až 5 let trest vězení nebo vysoká pokuta) |
| Stejný věk legální způsobilosti k pohlavnímu styku pro obě orientace | No                                         |
| Antidiskriminační zákony v zaměstnání                                | No                                         |
| Antidiskriminační zákony v přístupu ke zboží a službám               | No                                         |
| Antidiskriminační zákony v přístupu ke zboží a službám               | No                                         |
| Stejnopohlavní manželství                                            | No                                         |
| Stejnopohlavní soužití                                               | No                                         |
| Adopce dítěte partnera                                               | No                                         |
| Společná adopce dětí stejnopohlavními páry                           | No                                         |
| Gayové a lesby smějí otevřeně sloužit v armádě                       | No                                         |
| Možnost změny pohlaví                                                | No                                         |
| Přístup k umělému oplodnění pro lesbické ženy                        | No                                         |
| Náhradní mateřství pro gay páry                                      | No                                         |
| MSM smějí darovat krev                                               | No                                         |